# シェナンドー河 (映画)
『シェナンドー河』（シェナンドーがわ、原題：Shenandoah）は、1965年制作のアメリカ合衆国の映画。ジェームズ・ステュアート主演。

## あらすじ
南北戦争中のアメリカ南部・バージニア州。チャーリー・アンダーソンは妻に先立たれた後、7人の子供と共にシェナンドー川の畔で広大な農場を経営していた。彼は戦争に否定的で、頑なに中立を守り続けていた。
しかしある日、彼の息子の1人ボーイがひょんな事から北軍に捕虜として連れ去られてしまう。
チャーリーは長男のジェームズ一家を家に残し、他の息子たちと共にボーイの救出に向かう。

## キャスト
| 役名                     | 俳優                       | 日本語吹き替え | 日本語吹き替え | 日本語吹き替え |
| 役名                     | 俳優                       | TBS版          | テレビ東京版   | DVD版          |
| ------------------------ | -------------------------- | -------------- | -------------- | -------------- |
| チャーリー・アンダーソン | ジェームズ・ステュアート   | 横森久         | 内田稔         | 有川博         |
| サム                     | ダグ・マクルーア           | 江角英明       | 田中秀幸       | 横堀悦夫       |
| ジェイコブ・アンダーソン | グレン・コーベット         | 田畑昭彦       | 伊武雅刀       | 入江崇史       |
| ジェームズ・アンダーソン | パトリック・ウェイン       | 森功至         | 津嘉山正種     | 佐々木睦       |
| ジェニー・アンダーソン   | ローズマリー・フォーサイス |                | 幸田直子       | 武藤礼子       |
| ボーイ・アンダーソン     | フィリップ・アルフォード   |                | 藤井敏夫       | 結城比呂       |
| アン・アンダーソン       | キャサリン・ロス           |                | 麻志那恂子     | 堀江真理子     |
| ネイサン・アンダーソン   | チャールズ・ロビンソン     |                | 二又一成       |                |
| ジョン・アンダーソン     | ジム・マクマラン           |                | 古川登志夫     |                |
| ヘンリー・アンダーソン   | ティム・マッキンタイア     |                | 鈴木博         |                |
| 牧師                     | デンヴァー・パイル         |                | 嶋俊介         |                |
| フェアチャイルド大佐     | ジョージ・ケネディ         |                |                |                |

- テレビ版1：初回放送1972年1月10日『月曜ロードショー』
- テレビ版2：放送日1990年9月27日『木曜洋画劇場』
  - その他の声優：国坂伸、直江喜一、宮内幸平、徳丸完、高木二朗、坂口芳貞、平林尚三、山野史人、塩屋翼、小関一、宮崎恵子、片岡富枝